# Pterocarpus santalinus
Faux-santal rouge
Espèce
Classification APG III (2009)
Statut de conservation UICN

EN : En danger
Statut CITES
Pterocarpus santalinus, le faux-santal rouge, est une espèce de plantes à fleurs de la famille des Fabacées. C'est un arbre endémique de la chaîne des Ghats orientaux, dans l'Est de l’Inde. Cet arbre est apprécié pour la riche couleur rouge de son bois. Celui-ci est particulièrement recherché en Chine, où c'est une essence associée à l'ébénisterie de la période Qing. Le bois n’est pas aromatique. L’arbre est à ne pas confondre avec les arbres de bois de santal Santalum aromatiques qui poussent dans le Sud de l’Inde.

## Description
Pterocarpus santalinus est exigeant en lumière, grandissant à 8 mètres de haut avec un diamètre de 50 à 150 cm de tronc. Il est en croissance rapide quand il est jeune, pour atteindre 5 mètres de haut en trois ans, même sur des sols hors graduées. Il n’est pas tolérant au froid, étant tué par des températures de −1 °C.
Les feuilles sont alternes, 3 à 9 cm de long, avec trois folioles des feuilles trifoliées.
Les fleurs sont regroupées en racèmes courts. Le fruit est une gousse 6 à 9 cm de long contenant une ou deux graines.

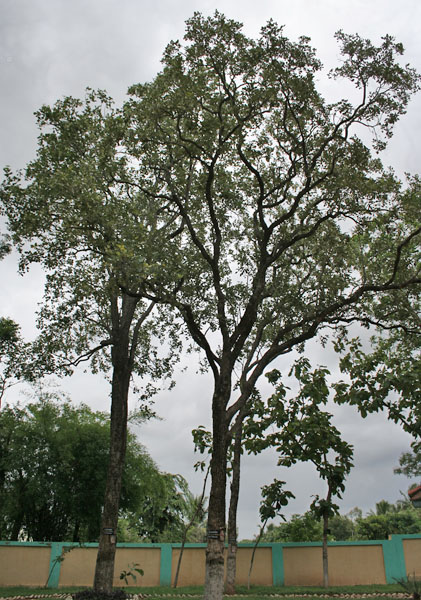
Pterocarpus santalinus, dans la forêt de Talakona, en Inde.